# Neobetulaphis pusilla
Neobetulaphis pusilla är en insektsart. Neobetulaphis pusilla ingår i släktet Neobetulaphis och familjen långrörsbladlöss. Inga underarter finns listade i Catalogue of Life.